# Измайловский проезд
Изма́йловский прое́зд (до 18 ноября 1949 года — Первома́йская у́лица (с 1938 года) и у́лица Хохло́вка) — проезд в Восточном административном округе города Москвы на территории района Измайлово.

## История
Проезд был образован 18 ноября 1949 года Решением Исполнительного комитета Московского городского Совета депутатов трудящихся № 62/45 объединением части Первома́йской у́лицы («от улицы Ленина до дома № 6 - включительно») (получила своё название в 1938 году) и у́лицы Хохло́вка (названной по притоку Серебрянки) и получил название по расположению в исторической местности Измайлово.

## Расположение
Измайловский проезд проходит от Первомайской улицы на север, с востока к нему примыкают 2-я и 3-я Прядильные улицы, проезд поворачивает на северо-восток и на север, огибая Измайловское кладбище, и проходит до Сиреневого бульвара. Западнее проезда расположены Серебряно-Виноградный пруд и городок имени Баумана. На участке от 2-й Прядильной улицы до Сиреневого бульвара организовано одностороннее движение в сторону 2-й Прядильной улицы. Нумерация домов начинается от Первомайской улицы.
В 1980-х годах название было перенесено с перпендикулярного проезда, выходившего на Измайловскую площадь.

## Примечательные здания и сооружения
По нечётной стороне:
- вл. 5—7 — детский сад № 2677 (корпус № 2);

По чётной стороне:
- д. 4 — галерея «Измайлово»;
- д. 12 — Центр циркового искусства;
- д. 28 — храм Рождества Христова в Измайлове;
- д. 28, с. 3 — воскресная школа при храме Рождества Христова в Измайлове;
- вл. 30 — Измайловское кладбище.

## Транспорт

### Автобус
- 34: от 3-й Прядильной улицы до 2-й Прядильной улицы.
- 34к: от 3-й Прядильной улицы до 2-й Прядильной улицы.
- 634: от 3-й Прядильной улицы до 2-й Прядильной улицы.

### Метро
- Станция метро «Измайловская» Арбатско-Покровской линии — юго-восточнее проезда, на Измайловском проспекте
- Станция метро «Черкизовская» Сокольнической линии — западнее северного конца проезда, вблизи Большой Черкизовской улицы и Окружного проезда.